# Antonios Nikopolidis
Antonios Nikopolidis (på græsk Αντώνης Νικοπολίδης) (født 14. oktober 1971 i Arta, Grækenland) er en tidligere græsk fodboldspiller, der spillede som målmand. Gennem sin karriere nåede han at optræde for 3 klubber, nemlig Anagennisi Artas, Panathinaikos samt Olympiakos.
Nikopolidis har gennem karrieren vundet ikke mindre end 10 græske mesterskaber, fordelt ligeligt med fem for Panathinaikos og fem for Olympiakos. Han står desuden noteret for fire pokaltitler, én for Panathinaikos og tre for Olympiakos.

## Landshold
Nikopolidis står (pr. april 2009) noteret for hele 90 kampe for Grækenlands landshold, som han debuterede for den 18. august 1999 i et opgør mod El Salvador. Han var en del af den græske trup der blev europamestre ved EM i 2004 i Portugal. Her spillede han en nøglerolle på det hold der ikke lukkede et eneste mål ind i hverken kvartfinale, semifinale eller finale, og Nikopolidis blev derfor efter finalen udvalgt til turneringens All-Star hold.
Nikopolidis var efterfølgende med på holdet der fire år senere ikke formåede at forsvare sin titel ved EM i Østrig og Schweiz. 

## Titler
Græsk Liga
- 1990, 1991, 1995, 1996 og 2004 med Panathinaikos
- 2005, 2006, 2007, 2008 og 2009 med Olympiakos

Græsk Pokalturnering
- 2004 med Panathinaikos
- 2005, 2006 og 2008 med Olympiakos

EM
- 2004 med Grækenland